# 台中市城隍廟
24°07′43″N 120°40′52″E / 24.128690°N 120.681112°E
臺中城隍廟，是位於臺灣臺中南區的城隍廟，為清領時期臺灣建省後臺灣府之府城隍廟，城隍封號為「威靈公」。

## 沿革
此廟建於1889年，為知縣黃承乙在建臺灣省城期間任興建，廟址在今日的東區樂業里。日治時期因日本人欲在此地興建軍營而拆毀，但後來改設台中糖廠。
1919年，吳鸞旂發起重建，組織籌建委員會，並聘請吳子瑜、林子瑾、賴慶炎、林祖藩、林澄坡（林澄秋之兄）、林焰墩等人為籌建委員。傳說吳鸞旂當時夢見城隍託夢，因而興起建廟，但不久他就因事前往中國大陸，全部籌建事項留給各委員負責辦理。這些委員中推舉吳子瑜與林子瑾為正副主任委員，繼續籌建工作，但半途而廢。後，林焰墩較為熱心，繼續奔走，首先向彰化銀行借款四千日幣，擇址於有明町四丁目。但建廟經費不足，動工後不久即告停頓，直到1923年初具規模，次年即引請城隍入火奉香。
據廟旁賣香燭多年的余慶裕表示，風水上此地為龜穴，因而廟方在建廟後開始養烏龜。戰後，該廟組織管理委員會，聘各區區長及地方名人為管委員，林祖藩為主任委員，並曾有替1950年去世的林焰墩立像的打算。1955年12月5日舉行新建物落成典禮，由市長主祭。1961年管委會登記為財團法人台中市城隍廟。今址為合作街94巷50號。

## 誕辰
臺中城隍廟的城隍為府級城隍，封號為「威靈公」。據說臺中城隍廟的城隍爺以農曆六月十五為誕辰，是因臺中的第一位縣官是在這一天接篆視事的。當地城隍里里長林金城表示，一般而言，信徒會在前一天十四日就陸續進來祭拜，而入夜以後，香火更是鼎盛，連市長與議長也都會午夜時刻前來。如翁奇楠命案在2010年發生時，時任市長的胡志強在7月25日晚9點多返臺後，隨即在晚上11點前往城隍廟向城隍爺祝壽，並祈求讓此命案早日破案。

## 延壽

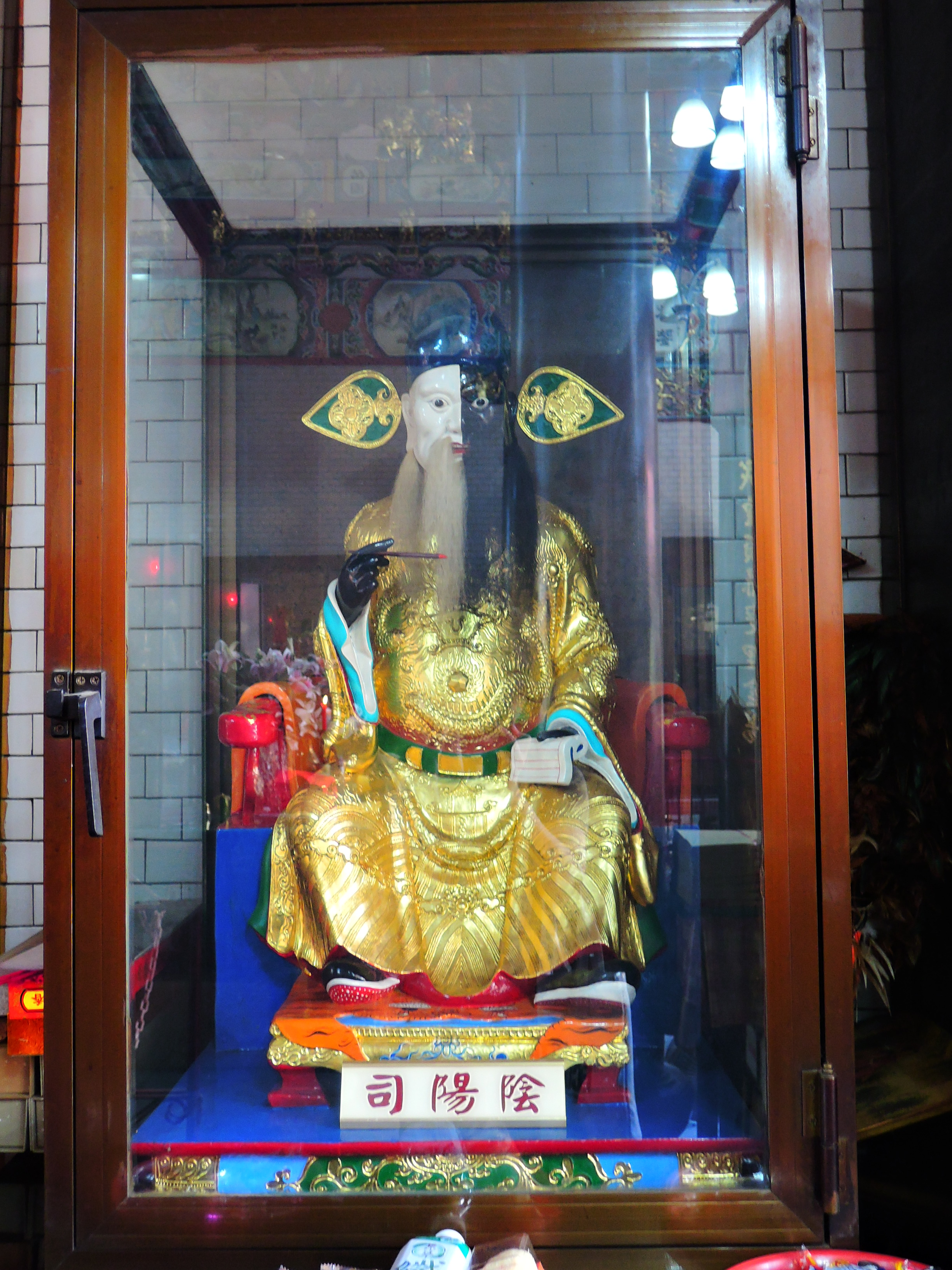
陰陽司

一名城隍里里民說，因城隍身旁的文判官掌管生死簿，聽說有些老醫師會指導患者家屬到此廟來求延壽。
1988年6月12日《聯合晚報》報導，臺中市一名六旬的蔡姓商人，願以一年數十萬元的代價買他人壽命，並設一郵政信箱等候賣方，交易時在城隍爺前一同燒香，言明「把他壽變我壽」。此消息傳出，次日一早就有人打電話給該報社與郵局，打聽該人的郵政信箱號碼等聯絡方式，如一人表示曾受十信案風波牽累，家業一蹶不振，導致父親想回中國大陸探親的心願無法達成，遂願意犧牲。當被問到要如何證明有買壽命成功，蔡姓商人士就說先母在世77歲、先父73歲，平均75歲，加上今日生活富裕、醫藥進步、平日自己又重視身體，因此可以活到85歲，若超過此歲數時，就是買來的。

## 分香
南投縣草屯惠德宮奉祀的城隍爺，是在1957年從此廟分靈，分靈後曾連續舉行謁祖，但1960年中斷，直到2016年恢復。
高雄市大樹區九曲堂霞海城隍廟亦是臺中城隍廟的分靈廟宇。

## 圖輯

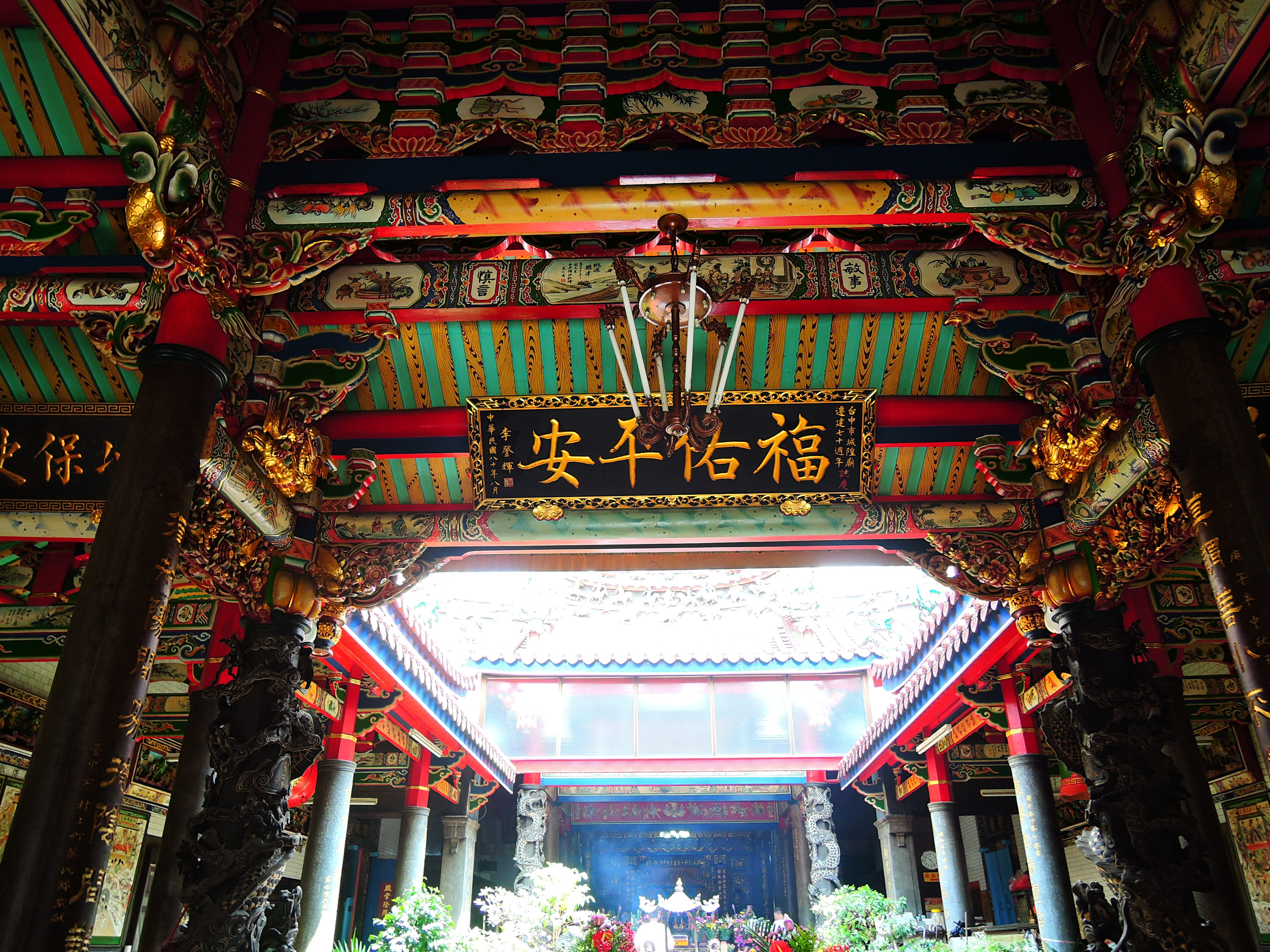
迴廊
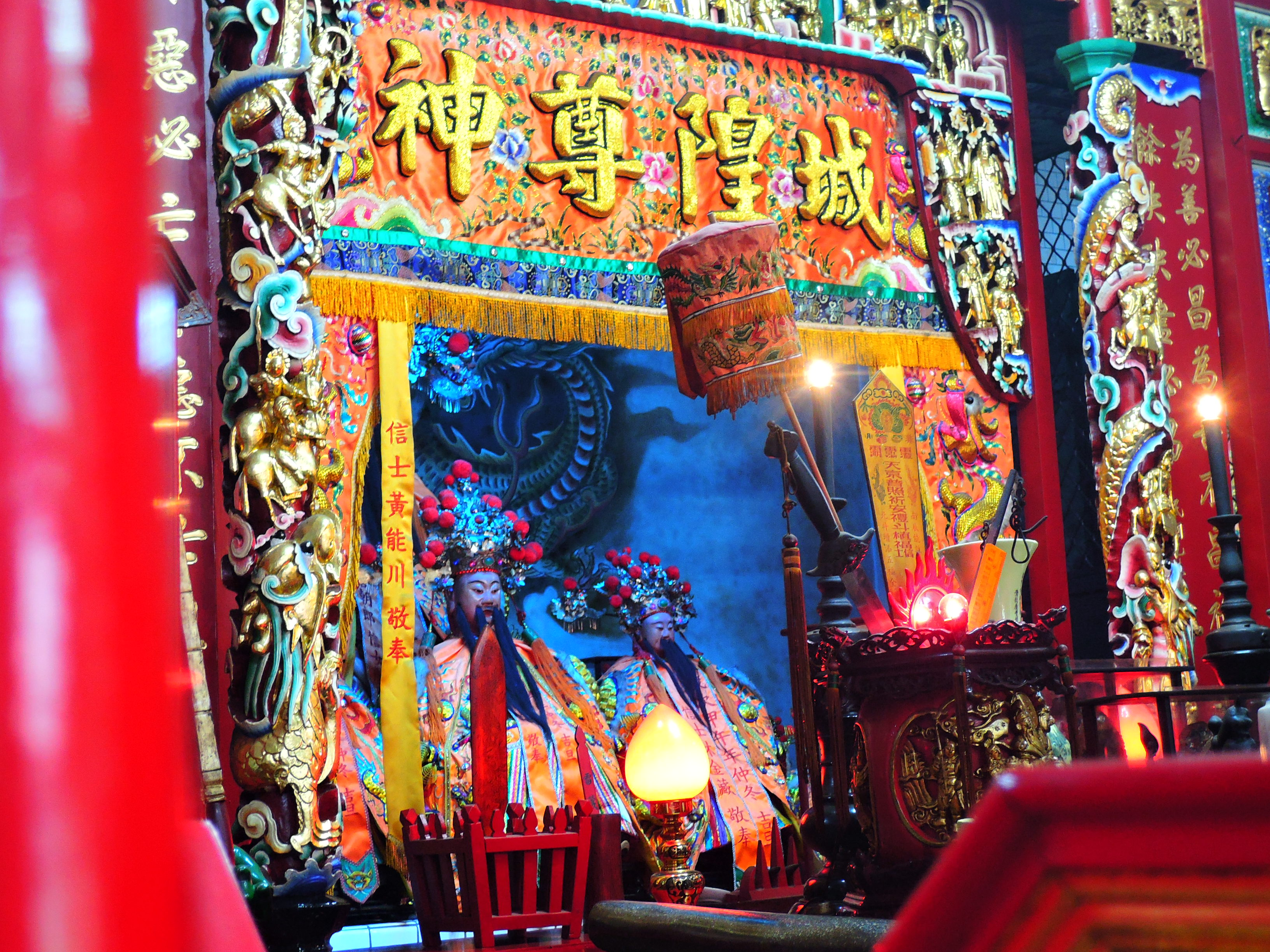
城隍尊神
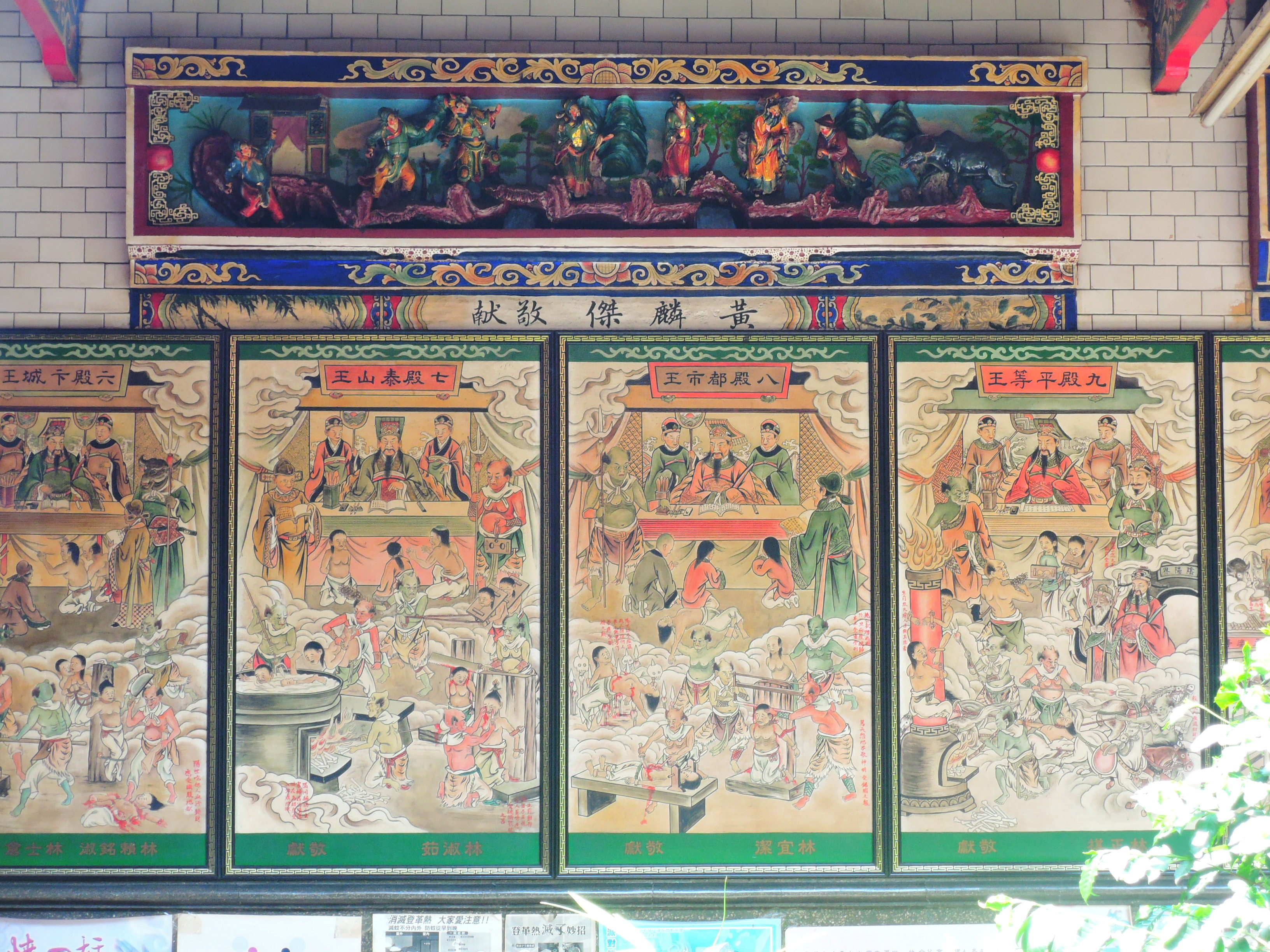
十殿閻羅圖
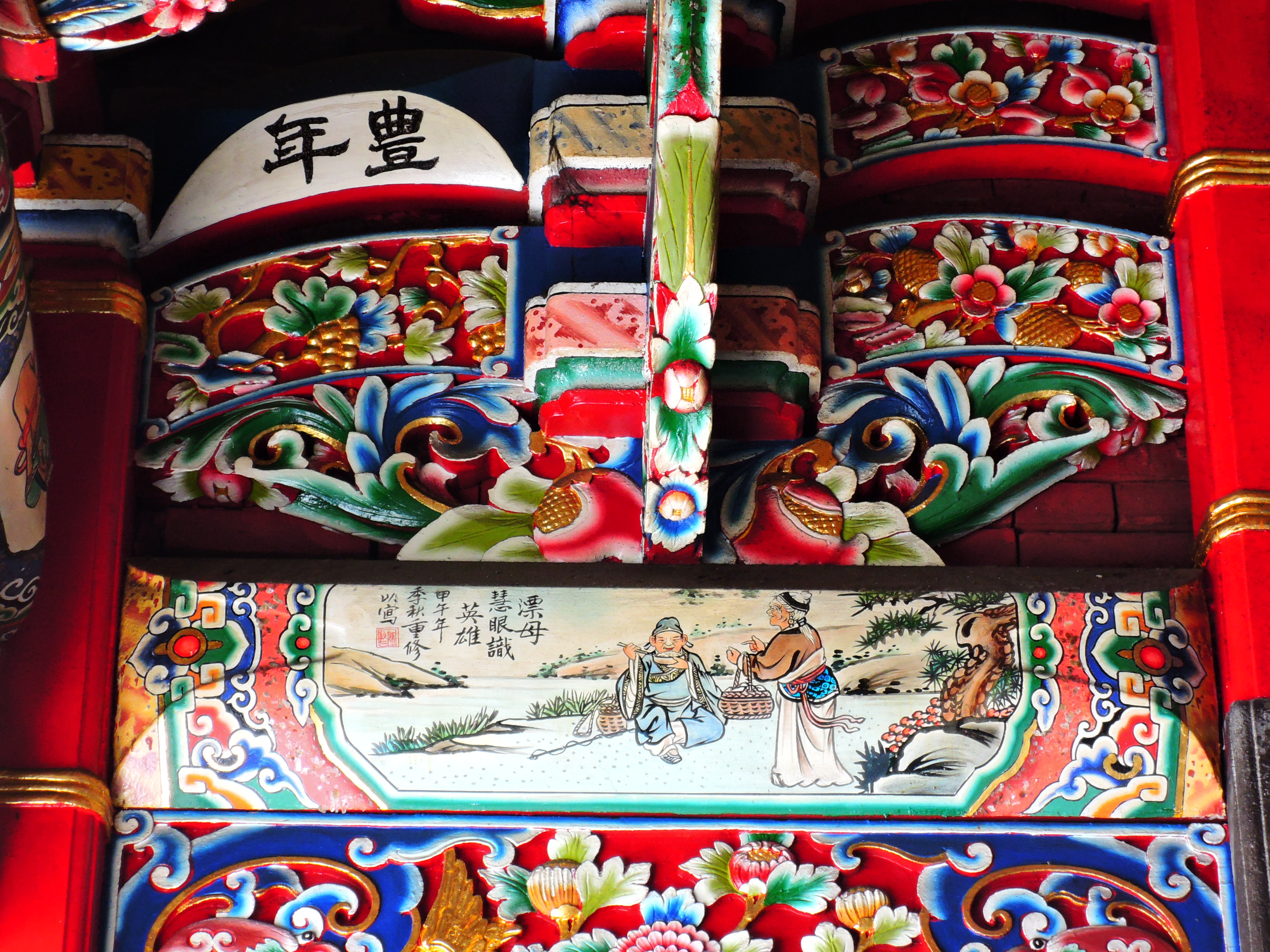
橫樑彩繪

## 外部連結
- 臺中市城隍廟的Facebook專頁（页面存档备份，存于）